# Maurice Vincent (homme politique, 1955)
Pour les articles homonymes, voir Maurice Vincent et Vincent.
Maurice Vincent, né le 20 septembre 1955 à Saint-Étienne (Loire), est un homme politique et universitaire français. Économiste, membre du Parti socialiste depuis 1980, il a été maire de Saint-Étienne du 21 mars 2008 au 4 avril 2014 et président de Saint-Étienne Métropole durant le même mandat. Il a également été sénateur de la Loire entre 2011 et 2017.

## Parcours professionnel
Président de l'université Jean Monnet de Saint-Étienne de 1997 à 2002, il dirige la Commission des moyens et personnels de la Conférence des présidents d'université (CPU) en 2001 et 2002.
- Docteur en économie (1980) à l'Université Jean Monnet Saint-Étienne, puis habilité à diriger des recherches (1992)
- Auteur de La formation du prix du logement (Economica, 1986)
- Professeur à l’Université Jean Monnet Saint-Étienne depuis 1994, spécialiste d’économie régionale, économie du logement et d'économie de l'organisation industrielle.
- Directeur du département Économie-gestion de l’Université Jean Monnet (1990–1993)
- Chargé des questions financières auprès du président de l’Université (1992–1997)
- Président de l’Université Jean Monnet (1997–2002)
- Président de la Commission des moyens et personnels de la Conférence des Présidents d’Université (2001 – 2002) et du groupe de travail "Universités et Aménagement du territoire en France"
- Conseiller d’établissement au ministère de l’Éducation nationale (direction de l’enseignement supérieur) de 2002 à 2004, chargé des académies de Versailles, Créteil, Orléans-Tours et Auvergne

## Parcours politique
Maurice Vincent adhère au PS en 1980.
Lors des élections municipales de 1995 à Saint-Étienne, il est candidat sur la liste de gauche conduite par le socialiste Gérard Lindeperg et devient conseiller municipal d'opposition.
En juin 2002, n'ayant pas obtenu l'investiture socialiste, il est candidat divers gauche lors des élections législatives mais n'est pas élu dans la deuxième circonscription de la Loire.
En 2004, il devient conseiller régional, représentant la Loire, à la suite de la victoire de la liste régionale de gauche conduite par le socialiste Jean-Jack Queyranne en Rhône-Alpes.
Il quitte le Parti Socialiste début janvier 2017 à la suite d'un conflit avec la fédération de la Loire puis parraine le candidat En marche ! Emmanuel Macron pour l'élection présidentielle 2017. Il adhère au mouvement En Marche qu'il quitte en 2018, en désaccord avec la politique sociale et fiscale du gouvernement.

### Politique municipale à Saint-Étienne
En 2008, Il conduit la liste du rassemblement de la gauche (PS, PCF, PRG et MRC), intitulé « Saint-Étienne pour tous, un avenir pour chacun », qui arrive en tête le 16 mars lors du second tour des élections municipales de 2008 à Saint-Étienne ; le 21 mars 2008, le conseil municipal l’élit maire de Saint-Étienne.
Il prend plusieurs mesures sociales jouant sur le quotidien des habitants :
- en mars 2009, il prolonge la validité du titre de transport en commun (pass STAS) d'une demi-heure. Les usagers peuvent alors voyager pendant une heure et demie au lieu d'une heure précédemment avec le même titre de transport ;
- en mai 2009, après huit mois de difficiles négociations, la municipalité de Saint-Étienne impose à la Stéphanoise des eaux, filiale de Veolia, une baisse du prix du mètre cube d’eau de 4,39 à 3,33 euros (24 %). La ville de Saint-Étienne avait jusqu'alors un des prix du mètre cube d'eau les plus chers de France ce qui avait conduit, en 1994, à la démission de l'ancien maire UDF Francois Dubanchet ; fin 2013, le prix de l'eau est une nouvelle fois renégocié en faveur des habitants, et la qualité de l'eau améliorée grâce à la suppression de l'aluminium
- la composition des repas servis dans les cantines scolaires passe progressivement à 100 % d’ingrédients issus de l’agriculture biologique et locale. L’objectif est atteint en 2014, les cuisiniers ont également bénéficié d’une formation[2].

En septembre 2009, Maurice Vincent instaure la célébration du PACS à la mairie de Saint-Étienne. Le premier PACS de personnes de même sexe sera célébré le 3 septembre 2011.[réf. souhaitée]
En octobre 2009, Maurice Vincent et la ville de Saint-Étienne assignent la Deutsche Bank devant le tribunal de grande instance (TGI) de Paris pour faire annuler un "emprunt toxique" de 20 millions d’euros souscrit par son prédécesseur le radical Michel Thiollière. Saint-Étienne est alors la première ville française à annoncer l’assignation d’une banque dans le cadre de la lutte des collectivités locales contre ces emprunts à risques. Fin 2013, il a réduit de 70% la part des emprunts toxiques de la ville de Saint-Étienne, et de 30 millions d'euros le montant de la dette.
Dans le cadre du congrès du PS, Congrès de Reims de novembre 2008, il soutient la motion « Clarté, courage, créativité », dont le premier signataire est Bertrand Delanoë[réf. souhaitée].
En mars 2010, il lance le projet "Cœur de Ville", grande opération d’urbanisme. L'objectif étant de rendre le centre-ville de Saint-Étienne plus agréable, plus vert et plus attractif via l'extension du secteur piétonnier, la simplification du plan de circulation, le retour des bus au centre-ville et la mise en place d'un plan vélos en libre-service : le Vélivert. Les places sont inaugurées en septembre 2013, et le centre-ville ainsi rendu aux Stéphanois[réf. souhaitée].
En avril 2010, débute la création d'un parc de 12 hectares afin de réhabiliter le quartier créatif de la Manu. La mission est confiée à l'architecte-urbaniste-paysagiste Alexandre Chemetoff. Ce parc-esplanade doit mêler parc et ville, logement et loisirs ainsi que la présence du campus scientifique et culturel. Renommé Parc François Mitterrand, il est inauguré le 9 juillet 2011 en présence d'un grand nombre de Stéphanois[réf. nécessaire]. Entouré de la cité du design, située dans l'ancienne Manufacture d'armes de Saint-Étienne, d'institutions culturelles comme le Fil ou la future Comédie, des médias locaux, d'entreprises historiques comme HEF Groupe, et de laboratoires de recherche comme le Pôle Optique Rhône-Alpes ce quartier se veut le symbole du renouveau stéphanois, et se fait notamment le siège de 700 nouveaux emplois en centre-ville.
En juillet 2011, l'UEFA retient la candidature de Saint-Étienne pour accueillir des matchs de l'Euro 2016 au stade Geoffroy-Guichard. La rénovation du stade voulue par Maurice Vincent peut alors débuter, afin de créer un stade de 42 000 places. La rénovation - plutôt que la construction d'un nouveau stade réclamée alors par les Présidents du club de l'ASSE, les milieux économiques (Chambre de Commerce) et certains élus UMP de l'opposition - permet de garder l'âme du mythique Chaudron de Saint-Étienne en centre-ville et en fait un des coûts de rénovation les mieux maîtrisés en France.
Fin 2010, Saint-Étienne est la première ville française à intégrer le réseau des villes créatives Unesco de Design. Sa reconnaissance comme ville de design est encore renforcée en mars 2013, lors de la 8e Biennale internationale du design de Saint-Étienne, qui accueille pour la première fois plus de 140 000 visiteurs.
Lors des élections municipales de 2014 à Saint-Étienne il conduit la liste du rassemblement de la gauche (PS, PCF, PRG et E&D), intitulée « Saint-Étienne pour tous » qui arrive en deuxième position (derrière la liste de droite) au soir du premier tour. Malgré la fusion des listes avec EELV au deuxième tour, et, dans le cadre d'une triangulaire avec la droite et le FN, il perd son siège de maire de Saint-Étienne.

### Autres mandats
Lors des élections sénatoriales du 25 septembre 2011, Maurice Vincent est en troisième position sur la liste de gauche (PS-PCF-PRG) conduite par le sénateur Jean-Claude Frécon. Il devient sénateur en ravissant un siège à la droite.
Dans le cadre de la primaire socialiste de 2011 visant à désigner le candidat à l'élection présidentielle française de 2012, Maurice Vincent apporte son soutien à François Hollande.
Fin janvier 2017, il apporte son soutien à Emmanuel Macron pour l'élection présidentielle de 2017 et adhère au mouvement En Marche qu'il quitte en 2018 où il affirme son désaccord avec la politique sociale et fiscale du gouvernement. Depuis, il n'est plus adhérent d'un parti politique.
Il ne se représente pas au Sénat en septembre 2017 et se retire du conseil municipal de Saint-Étienne. Il fonde alors un club de réflexion politique « Regain d'Idées 42 » destiné à rassembler les progressistes du département de la Loire attachés à donner un maximum de contenu au quinquennat en cours en matière de justice sociale et fiscale.
Il adhère ensuite au club de réflexion Les Engagé-es créé par Laurent Joffrin, puis signe le Manifeste de Bernard Cazeneuve pour une gauche social-démocrate, républicaine, humaniste et écologique. Il adhère à son mouvement "La Convention" dont il est le référent pour la Loire. 

## Vie privée
Maurice Vincent est marié et père de deux enfants.

## Détail des fonctions et mandats

### Mandats actuels
Sénat
- Sénateur de la Loire entre septembre 2011 et octobre 2017
- Membre de la commission de la culture, de l’éducation et de la communication de septembre 2011 à juillet 2014, puis de celle des Finances jusqu'en octobre 2017.

Commune de Saint-Étienne
- Conseiller municipal d'opposition d'avril 2014 à octobre 2017
- Conseiller communautaire de Saint-Étienne Métropole d'avril 2014 à octobre 2017

### Mandats antérieurs
Conseil régional (France) de Rhône-Alpes
- vice-président de la commission Enseignement supérieur et recherche de 2004 à 2010

Communauté d'agglomération Saint-Étienne Métropole
- Président d'avril 2008 à avril 2014

Commune de Saint-Étienne
- Conseiller municipal (d'opposition) de juin 1995 à mars 2008
- Maire du 21 mars 2008 au 4 avril 2014
- Conseiller municipal et communautaire d'opposition d'avril 2014 à octobre 2017
- Président du club des villes d'accueil de l'Euro 2016 de septembre 2012 à avril 2014
- Président de l'association APCET (Acteurs publics contre les emprunts toxiques) de septembre 2012 à avril 2014

### Autres fonctions
- Membre du conseil d'administration de Radio France de septembre 2012 à octobre 2014
- Membre de la Commission de surveillance de la Caisse des Dépôts et Consignations de 2015 à 2017
- Président de l'UDESR Loire de septembre 2014 à janvier 2017
- Président du club politique « Regain d'idées 42 »

## Ouvrages
- La formation du prix du logement, Économica, Paris, 1986.
- L’économie stéphanoise dans les années 1980, changements structurels et perspectives d’évolution (en coll.), PUSE, 1992
- En septembre 2024, Maurice Vincent publie un livre sur l'histoire récente de Saint-Etienne (1975-2020) intitulé "Saint-Étienne face à l'adversité" chez Publishroom Factory : https://www.publishroom.com/librairie/1377-saint-etienne-face-a-l-adversite-de-maurice-vincent.html